# Jaroslav Nešetřil
Jaroslav (Jarik) Nešetřil (en prononcé en tchèque : [ˈjaroslaf ˈnɛʃɛtr̝̊ɪl]) né le 13 mars 1946 à Brno, est un mathématicien et informaticien théoricien tchèque, en poste à l'université Charles de Prague. Ses domaines de recherche comprennent la combinatoire structurelle, la théorie de Ramsey, la théorie des graphes, et en informatique théorique, la théorie de la complexité et la NP-complétude. Il est auteur de nombreuses publications et d'ouvrages.

## Carrière
Nešetřil étudie de 1964 à 1969 à l'université Charles de Prague (et un semestre à Vienne, deux semestres en 1969 à l'université McMaster de Hamilton, Ontario, où il obtient un master. En 1975 Nešetřil obtient un Ph.D. à université Charles de Prague en 1973 sous la direction de Aleš Pultr and Gert Sabidussi (en). En 1988 il soutient une habilitation avec le titre « Partition de structures ». Depuis 1970 il est professeur à Prague, depuis 1993 professeur titulaire. À partir de 1981 il dirige le groupe de recherche opérationnelle, à partir de 1986 il dirige le département de mathématiques appliquées à l'université Charles. Depuis 1996 il est directeur du DIMATIA (Centre des mathématiques discrètes, informatique et applications). De 2000 à 2009 il est directeur de l'institut d'informatique théorique à l'université Charles.
Nešetřil était professeur invité à diverses universités, notamment à l'université McMaster, à l'université de Waterloo, à l'université rhénane Frédéric-Guillaume de Bonn (à plusieurs reprises, en tant que Fellow Humboldt Fellow et professeur John von Neumann), à l'université de Barcelone, à l'École normale supérieure, à l'université de Chicago, au LaBRI de Bordeaux, à l'Academia sinica à Taiwan et à l'Institut Mittag-Leffler de Stockholm. Il était aussi conseiller scientifique chez Microsoft Research et aux Laboratoires Bell.

## Responsabilités
Depuis 2006, Jaroslav Nešetřil est président du comité national de mathématiques de la République tchèque, partenaire tchèque de l'Union mathématique internationale. Il est éditeur-en-chef de Computer Science Review et de INTEGERS: the Electronic Journal of Combinatorial Number Theory.Il est également éditeur honoraire du Electronic Journal of Graph Theory and Applications. Depuis 2008, Jaroslav Nešetřil fait partie du conseil scientifique de l'Academia sinica.

## Travaux
Jaroslav Nešetřil a publié plus de 300 travaux scientifiques.
Ses domaines de recherche comprennent la combinatoire structurelle, la théorie de Ramsey, la théorie des graphes (problèmes de coloriage, structures creuses), algèbre (représentation de structures, théorie des catégories, morphisme de graphes), posets (problèmes de diagrammes et de dimension d'ordres), informatique théorique (théorie de la complexité, NP-complétude).

## Prix et distinctions
- 1977 : Médaille d'argent de l'Union des mathématiciens et physiciens tchèques
- 1985 : Il reçoit, conjointement avec Vojtěch Rödl le prix de l'État pour ses travaux en théorie de Ramsey.
- 1996 : Membre correspondant de l'Académie des sciences et des arts de Rhénanie-du-Nord-Westphalie à Düsseldorf
- 2002 : Docteur honoris causa de l'université de l'Alaska à Fairbanks
- 2004 : Membre de la Learned Society of the Czech Republic (en) à Prague.
- 2008 : Conférencier invité du European Congress of Mathematics à Amsterdam[7], « From sparse to nowhere dense structures: dualities and first order properties »
- 2009 : Docteur honoris causa de l'Université Bordeaux-I[8].
- 2010 : Médaille du mérite de la République tchèque[9]
- 2010 : Conférencier invité au Congrès international des mathématiciens à Hyderabad, 2010[10] dans la section Combinatoricsavec P. Ossona de Mendez. Titre de sa conférence « Sparse combinatorial structures: classification and applications ».
- 2011 : Médaille d'or de la Faculté de mathématiques et physique de l'université Charles
- 2012 : Élu membre de l'Academia Europaea[11].
- 2012 : Le livre Sparsity - Graphs, Structures, and Algorithms, dont il est coauteur avec Patrice Ossona de Mendez (en) est inclus dans la liste des Notable Books and Articles of 2012 de la revue ACM Computing Reviews[12].
- 2013 : Membre honoraire de l'Académie hongroise des sciences

## Livres
- Pavol Hell et Jaroslav  Nešetřil, Graphs and Homomorphisms, Oxford University Press, coll. « Oxford Lecture Series in Mathematics and Its Applications », 2004, 260 p. (ISBN 0-19-852817-5)
- (en) Jiří Matoušek et Jaroslav  Nešetřil, Invitation to Discrete Mathematics, New York, Oxford University Press, 1998, 410 p. (ISBN 0-19-850207-9) — Aussi traduit en japonais et espagnol.
  - Traduction en allemand : Jiří Matoušek, Nešetřil, Jaroslav et H. Mielke (traducteur), Diskrete Mathematik : Eine Entdeckungsreise, Springer, 2002 (ISBN 3-540-42386-9)
  - Traduction en français : Jiří Matoušek, Jaroslav Nešetřil et Delphine Hachez (traductrice), Introduction aux mathématiques discrètes, Springer, 2006 (ISBN 2-287-20010-X, SUDOC 080170692)
- Jaroslav Nešetřil et Patrice Ossona de Mendez, Sparsity : Graphs, Structures, and Algorithms, Springer, coll. « Algorithms and Combinatorics » (no 28), 2012, 459 p. (ISBN 978-3-642-27874-7)
- Jaroslav Nešetřil et Vojtěch Rödl, Mathematics of Ramsey Theory, Springer, coll. « Algorithms and Combinatorics » (no 5), 1991, 269 p. (ISBN 0-387-18191-1)